# Рахманов, Василий Сергеевич
Васи́лий Серге́евич Рахма́нов (1764—1816) — российский командир эпохи наполеоновских войн, генерал-лейтенант Русской императорской армии.

## Биография
Василий Рахманов родился в 1764 году; происходил из дворянского рода.
Воспитывался в Сухопутном шляхетском кадетском корпусе, откуда 6 февраля 1785 года был направлен в Тульский пехотный полк поручиком.

Принимал участие в Русско-турецкой войне 1787—1791 гг. и польских событиях 1794 года; за отличия в последних был 26 ноября 1795 года удостоен ордена Святого Георгия 4-го класса 
За отличную храбрость, оказанную 24 мая 1794 года против польских мятежников при Щекочине, где отбита неприятельская пушка.
За заслуги Голландской экспедиции, Рахманов 5 июня 1799 года получил погоны полковника.
10 февраля 1803 года Рахманов был переведён в Колыванский мушкетёрский полк, 11 июня стал его командиром; а 28 августа того же года был удостоен чина генерал-майора и назначен на должность шефа Низовского мушкетёрского полка.
С этим полком сражался в Войне четвёртой коалиции (Золотая шпага «За храбрость» с алмазами) и Русско-шведской войне 1808—1809 гг. Затем был назначен комендантом Улеаборга.
После вторжения Наполеона в пределы Российской империи, принимал участие в ряде битв Отечественной войны 1812 года.

После изгнания неприятеля из России, принял участие в заграничном походе русской армии и за осаду крепости Эльбинг; награждён был 31 июля 1813 года орденом Святого Георгия 3-го класса № 311 
В воздаяние отличной храбрости и мужества, оказанных в сражениях против французских войск 15 и 16 ноября 1812 года при Борисове и Студянках.
11 сентября 1816 года Рахманов был произведён в генерал-лейтенанты за осаду Данцига.
Василий Сергеевич Рахманов умер 10 ноября 1816 года.